# Paul Xiao Zejiang
Paul Xiao Zejiang (chiń. 蕭澤江; ur. w październiku 1967) – chiński duchowny katolicki, arcybiskup metropolita Guiyang od 2014.

## Życiorys
Święcenia kapłańskie otrzymał w 1994.
W 2007 wybrany biskupem koadiutorem biskupa Anicetusa Andrew Wang Chongyi. Sakrę biskupią przyjął z mandatem papieskim 8 września 2007. 8 września 2014, po śmierci poprzednika został arcybiskupem metropolitą Guiyangu.